# Адилов, Султан
Султан Адилов (1898—?) — председатель колхоза им. Сталина Свердловского района Бухарской области, Герой Социалистического Труда (1957)

## Биография

### Трудовой подвиг
За выдающиеся успехи, достигнутые в деле развития советского хлопководства, широкое применение достижений науки и передового опыта в возделывании хлопчатника и получение высоких и устойчивых урожаев хлопка-сырца присвоить звание Героя Социалистического Труда с вручением ордена Ленина и золотой медали «Серп и Молот» Адилову Султану.